# Jean Demmeni

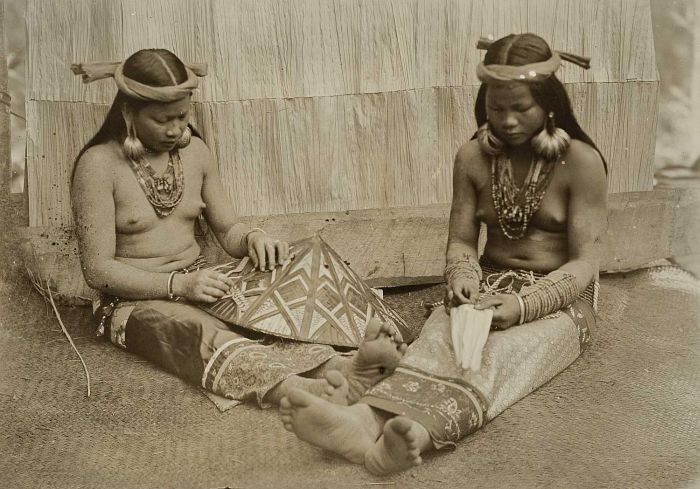
Jean Demmeni: Dajak vrouwen (1998-1900)

Jean Demmeni (Padang Panjang, Sumatra, 1866 – 1939) was een Frans/Indo-Europese fotograaf en topograaf. Hij is bekend van de schoolplaten-serie: Platen van Nederlandsch Oost- en West Indië en Suriname uitgegeven door Kleynenberg & Co te Haarlem tussen 1911 en 1913. De 170 wandplaten waren gemaakt op basis van foto's waarvan wordt aangenomen dat zij door Demmeni gemaakt zijn. De meeste foto's zijn gemaakt in het toenmalige Nederlands-Indië maar ook in Suriname en op de Grote Antillen en de Kleine Antillen. Het is niet zeker of de foto's in West-Indië en Suriname ook door Demmeni gemaakt zijn. Alle gemaakte foto's zijn uit de koloniale en postkoloniale tijd.
De vader van Demmeni, Henry Demmeni, was een generaal in het Nederlandsch-Indische leger. Hij nam onder meer deel aan de krijgsverrichtingen te Atjeh en werd op 7 april 1886 benoemd tot generaal-majoor, gouverneur van Atjeh en bij koninklijk besluit van Koning Willem III van dezelfde datum benoemd tot Commandeur in de Militaire Willems-Orde. Ook zijn zoon Jean trad toe tot het leger in Indië. Hij werd medewerker (landmeter en fotograaf) van de Topografische Dienst in Bandoeng. In 1893/94 deed Demmeni mee aan een exploratiereis in Centraal Borneo met controleur Johann Büttfkofer en A. W. Nieuwenhuis en daarna volgden nog twee reizen naar Borneo in 1896 en 1899.

## Schoolplaten op basis van foto's van Demmeni
Circa 35 foto's van deze fotoplatenserie zijn van de hand van Jean Demmeni.
Teksten zijn in een oude spelling
- 1.Het Noorderstrand van Java nabij Lasem
- 2.Het Bergdorp Semboengau op Diëng (Midden Java)
- 3.Bergweg naar het Diëng-plateau (Midden Java)
- 4.Het parklandschap van Madoera
- 5.De bergvlakte van Pantar (Midden Sumatra)
- 6.Het Karbouwenpad bij Fort de Kock
- 7.Kratonmeren van de Diëng (Midden Java)
- 8.De Kawah Manoek-krater (West Java)
- 9.De Papandajan Karter (West Java)
- 10.De Vulkanen van Tengger (Oost Java)
- 11.Kratermeer op Idjen (Oost Java)
- 12.Maleiers uit Midden Sumatra
- 13.Papoea's uit Nieuw-Guinea
- 14.Dajaks in oorlogskleeding (Borneo)
- 15.Soendaneezen, Regenten met hunne gemalinnen (West Java)
- 16.Javanen, Regent met zijn hoofden (Oost Java)
- 17.Athjers (Noord Sumatra)
- 18.Maleiers in feestkledij (Zuid Sumatra)
- 19.Timoreezen
- 20.Christen-inlanders in plechtgewaad (Noord Celebes)
- 21.Woning van een regent (West Java)
- 22.Javaansch dorp (West Java)
- 23.Maleische woning (Midden Sumatra)
- 24.Maleisch dorp met drijvende huizen (West Borneo)
- 25.Maleisch dorp met drijvende huizen (West Borneo)
- 26.'s Lands Plantentuin – Palmen
- 27.'s Lands Plantentuin – Bamboe
- 28.'s Lands Plantentuin – Varanen
- 29.'s Lands Plantentuin – Pandanen
- 30.Stationsemplacement te Toentang (Midden Java)
- 31.Spoorweg in de Preanger Regentschappen
- 32.De Solo-rivier bij Tjepoe (Midden Java)
- 33.Overbrugging van de Anai-kloof (westkust Sumatra)
- 34.Spoorwegtunnel (Sumatra)
- 35.Theepluksters
- 36.Het afleveren van de theepluk
- 37.Inwendige van een theefabriek
- 38.Inwendige van een theefabriek
- 39.Bibit kap- en sorteerloods
- 40.Volwassen suikerriet
- 41.Riettransport per spoorbaan en per ossenkar
- 42.Suikerfabriek van binnen
- 43.Aanplant van Caoutchoucboomen (Hevea)
- 44.Het tappen van een Caoutchoucboom
- 45.Liberia-koffie (Albizzia als schaduwboom)
- 46.Rubusta-koffie (tussenplanting bij Heva Brasiliensis)
- 47.Petroleumbedrijf in Balikpapan (Borneo)
- 48.Petroleum Boortoren
- 49.Staatssteenkolenbedrijf te Sawa-Loento
- 50.Tin-spuitzuiger-installatie te Banka
- 51.Noordwijk Weltevreden
- 52.Oud-Batavia. In de Chineesche kamp
- 53.Nieuw Batavia in het Wilhelmina Park
- 54.Djokjakarta ,een der poorten van den Kraton te Soekaboemie
- 55.Wilhelminastraat te Soekaboemi
- 56.Lavastroom van de Goentoer
- 57.De Kaledong en de Haroemen in de vlakte van Leles
- 58.Kloof van de Banjoepoetih in het Idjen-gebergte
- 59.Bevloeiïngswerken op Java
- 60.Bevloeiïngswerken op Java
- 61.Bevloeiïngswerken op Java
- 62.Bevloeiïngswerken op Java
- 63.Stamwoning der Papoea's
- 64.Verblijf in rotsholen der Toala's. Celebes
- 65.Offeren aan de geesten bij de woningbouw bij de Dajaks
- 66.Dans van als geesten verkleede Dajak mannen
- 67.Misiget met Minaret
- 68.School voor Mohamedaansch godsdienstonderwijs (Padangsche Bovenlanden)
- 69.Koranschooltje Java
- 70.Kerk, School en Ziekenhuis der Christelijke zending te Pea-Radja
- 71.Tempel der Godin des Doods (Bali)
- 72.Bouwval van deHindoetempel Borobodoer op Java
- 73.Bouwval van den Hindoetempel Mendoet (Java)
- 74.Inlandsche Tuin met Cocosplukkende aap (Sumatra)
- 75.Katoenveld op Sumatra
- 76.Inlandsche Suikermolen Sumatra
- 77.Tabaksveld te Paja Koembo
- 78.Tabakskerverij voor de inlandsche markt
- 79.Nieuw gekapte akkers met stamwoning bij de Dajaks
- 80.Drenken der paarden van de ombilien-kolenvelden Sumatra
- 81.Ploegen van natte rijstvelden met buffels (Java)
- 82.Karrentransport met runderen (Sumatra)
- 83.Vischvijvers op West Java
- 84.Visch spietsende binnen een zegen (papoea’s.Nieuw-Guinea)
- 85.Inlandsch Kustvaartuig (Midden-Java)
- 86.Varkensjacht op Sumatra
- 87.Olifantenjacht op Sumatra
- 88.Handelswijk in Buitenzorg (West Java)
- 89.Inlandsche draagbare keuken (West Java)
- 90.Goudsmeden in Atjeh
- 91.Het smeden van Gongs (Java)
- 92.Het ciseleren van koperen vazen (Java)
- 93.Het snijden en schilderen van Wajang Poppen
- 94.Teekenen met was in de Batik ververij
- 95.Weven en spinnen op West Java
- 96.Beplanten van een Rijstveld
- 97.Rijstcultuur, het stampen van de Padi
- 98.Rijstcultuur, het oogsten
- 99.De ontvezeling bij Manila-Hennep
- 100.Indisch Fruit
- 101.De kloof van Harau (Padangsche Bovenlanden)
- 102.Het Lematang Ravyn (Palembangsche Bovenlanden)
- 104.Kalksteenrots Liang Karing aan de Mahakam (Borneo)
- 105.Landschap in Soemba
- 106.Kreek in de stad Palembang (Sumatra)
- 107.Laan in Makassar
- 108.Straat in Makassar
- 109.Zeestraat te Koepang (Timor)
- 110.Een Kampong bij Garoet
- 111.Blauwverven met Indigo van Batik-doeken
- 112.Hoedenvlechten voor Europa (West-Java)
- 113.Snij-en Beeldhouwwerk in hout (Borneo)
- 114.Het kloppen van boomschors voor kleeding
- 115.Rotan aan de pier te Palembang (Sumatra)
- 116.Wedrennen te Fort de Kock (Sumatra)
- 117.Wajang-voorstelling op Java
- 118.Maskerdag aan het hof van de Koetei
- 119.Kaartspelers op Midden Java
- 120.Krijgsdans der Dajaks op Borneo
- 121.Chineesche tooneelspeelster op Oost Java
- 122.Lampongsche Bruiloft
- 123.Amboneesche militairen in marschtenue
- 124.Een Veldhospitaal
- 125.Berg – Artillerie
- 126.Resident en Soesoehoenan in Solo
- 127.De Sultan van Djokjakarta op zijn Troon (Java)
- 128.Sultansrechtbank in Djokjakarta
- 129.De Sultan van Koetei en zijne Rijkssieraden (Borneo)
- 130.Gang van een districtshoofd naar zijn Vorst (Bali)
- 131.Inlandsche school in Buitenzorg (java)
- 132.Onderwijzers, kweekelingen en leerlingen in Buitenzorg (Java)
- 133.Menang Kabausche school in Midden Java
- 134.Zendingsschool te Modjowarno (Oost-Java)
- 135.Pramen voor zoutvervoer
- 136.Transport van tabak
- 137.Militair karrentransport
- 138.Karbouwenkarren op Java
- 139.Kano's in de Mentawei Rivier
- 140.Inlandsche prauwen in de haven van Semarang
- 141.Hekwieler op de Palembang Rivier
- 142.Haven te Tandjong Priok
- 143.Houtlowries
- 144.Goudwinning Redjang Lebong
- 145.Goudontginning Redjang Lebong
- 146.Zoutpers
- 147.Tabak-sorteerloods
- 148.Tabak. Gekapt oerbosch
- 149.Jong tabaksveld
- 150.Kina-aanplant (Java)
- 151.Inlandsche Prauwen in de haven van Semarang
- 152.Landingsplaats op St. Eustatius
- 153.Fort landing op Saba (West Indië)
- 154.Bonaire, gezicht op Kralendijk
- 155.Oranjestad hoofdplaats van Aruba (West Indië)
- 156.Plantage op Curaçao
- 157.Bosneger-gouverneur met zijn kapiteins
- 158.Bosnegerdorp in Suriname
- 159.Indianendorp in Suriname.
- 160.Paramaribo, markt met aanlegplaats voor booten
- 161.Paramaribo, waterkant en plein
- 162.Een plantage in Suriname
- 163.Een bananenveld in Suriname
- 164.Kokoslaan in Coronie in Suriname
- 165.Een goudwinner in Suriname
- 166.Politie-station in Onoribo in Suriname
- 167.Gezicht op Berg en Dal in Suriname
- 168.Willemstad gezicht op de haven (Curaçao)
- 169.Willemstad gezicht op Pundo (Curaçao)
- 170.Curaçao, zout-industrie, verscheping van het zout

- Biografisch Portaal: 00698864
- Gemeinsame Normdatei: 1183968744
- International Standard Name Identifier: 0000 0000 8209 0951
- Library of Congress Control Number: n87928245
- Nationale Bibliotheek van Israël: 987007275190605171
- Nederlandse Thesaurus van Auteursnamen: 073916811
- PIC: 336994
- RKD-Nederlands Instituut voor Kunstgeschiedenis: 380483
- Système universitaire de documentation: 178302597
- Virtual International Authority File: 26136603
- WorldCat: E39PBJjxpc4r4kQyDGFjMyg7pP